# Тодор Торчанов
Тодор Торчанов е български цигулар, диригент, педагог.

## Биография
Роден е в Яш, Румъния, през 1884 г., но от двегодишна възраст живее в Разград. Като ученик свири в оркестъра на баща си, който е единственият му учител по цигулка.
През 1903 г. постъпва във Виенската консерватория при К. Прил.
След като се връща в България, концертира из цялата страна заедно с брат си Иван Торчанов.
| „ | Влакът изсвири и изпусна гъсти кълба дим. Двамата братя се спогледаха. Наближаваха Разград. Отляво щеше да се покаже малката къщичка на гарата, а сред посрещачите навярно бяха техните родители. Стана точно така. След дългата раздяла ги чакаха техните родители и няколко приятели. Най-сетне бяха у дома... | “ |

Тодор Торчанов преподава уроци по цигулка в Духовната семинария в София, в периода 1909 – 1913 г. е последователно цигулар във Виенския симфоничен оркестър и в оркестри в Меран, Баден-Баден, Нюрнберг и Мариенбад, след което става капелмайстор в Гвардейския оркестър.
Преподавател е в Държавната музикална академия – извънреден професор от 1926 г., редовен професор от 1927 г. Работи там до 1933 г.
Умира на 27 май 1944 г.